# Pont de Sant Martí d'Aravó
El Pont de Sant Martí d'Aravó és una obra gòtica de Guils de Cerdanya (Baixa Cerdanya) inclosa a l'Inventari del Patrimoni Arquitectònic de Catalunya.

## Descripció

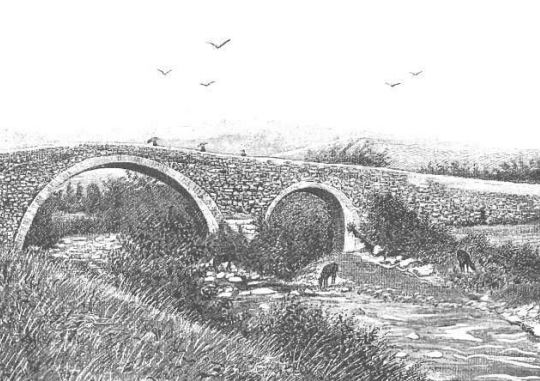
El pont el 1890

El pont de Sant Miquel es troba en la divisió dels termes municipals de Puigcerdà i de Guils de Cerdenya, damunt del riu d'Aravó, també anomenat Querol. Té una base romana de blocs escotxinats. Està compost per dos arcs de mig punt de caràcter gòtic, construïts els anys 1326-1328.

## Història
Lloc de pas en la "Strata Ceretana" entre el Coll de la Perxa i el camí de la Solana. En aquest pont s'hi cobra el dret de pas de persones, animals i de mercaderies.